# Список французских дивизий во Второй мировой войне

Список французских дивизий во Второй мировой войне включает в себя все дивизии Франции с 1939 по 1945 годы (как антигитлеровской коалиции, так и вишистского режима).

## Кавалерийские, механизированные и танковые

### Лёгкие кавалерийские

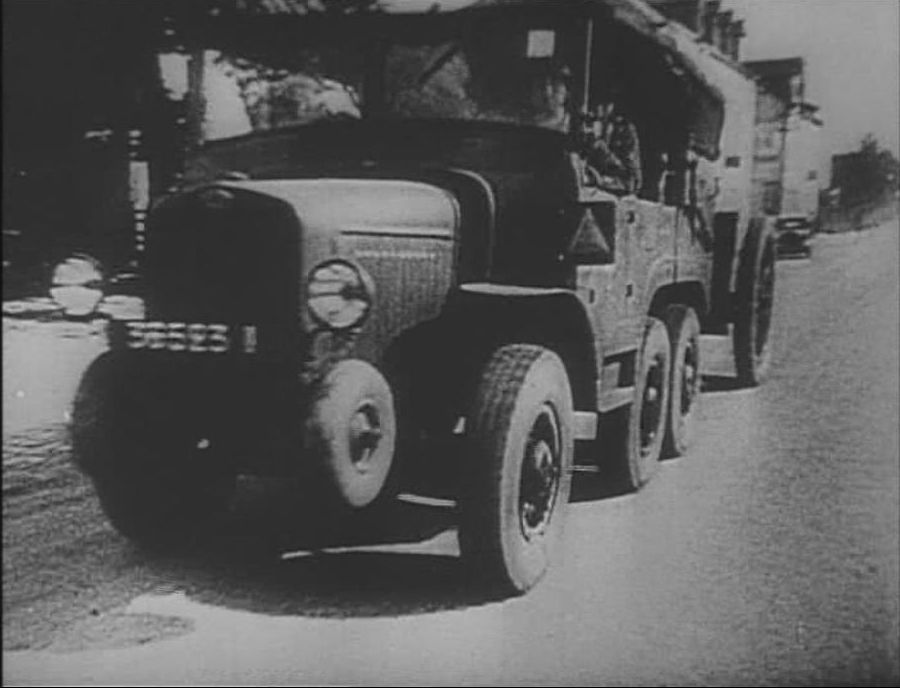
Грузовик ВС Франции

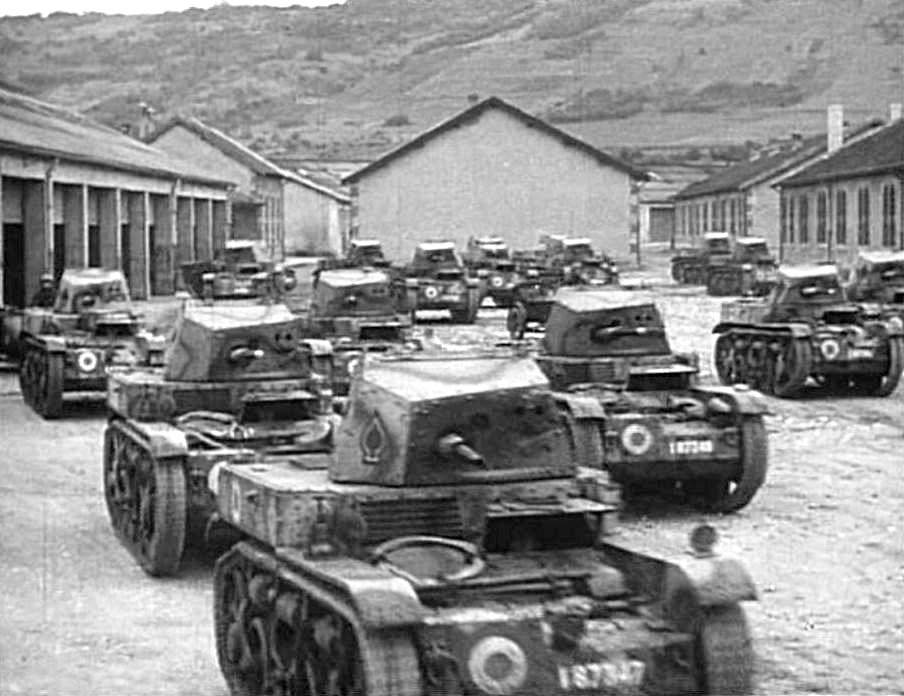
Лёгкие танки AMR 35

Лёгкие кавалерийские дивизии входили в состав кавалерийских подразделений сухопутных войск Франции и были частично оснащены бронетехникой. В феврале 1940 года все кавалерийские дивизии были переименованы в лёгкие дивизии, а в марте — в лёгкие кавалерийские.
- 1-я лёгкая кавалерийская дивизия[англ.]: мобилизована 22 августа 1939 под именем 1-й кавалерийской дивизии в местечке Марль. 10 февраля 1940 переименована в 1-ю лёгкую дивизию, 3 марта — в 1-ю лёгкую кавалерийскую дивизию. Участвовала в битве за Мёз и боях на севере Франции. 19 мая капитулировала, 10 июня избежавшие интернирования солдаты были преобразованы в 4-ю лёгкую механизированную дивизию. Последняя штаб-квартира — Рю-де-Винь. Входила в состав 9-й армии[2].
- 2-я лёгкая кавалерийская дивизия[англ.]: мобилизована 22 августа 1939 под именем 2-й кавалерийской дивизии в городе Лунвилль. 10 февраля 1940 переименована в 2-ю лёгкую дивизию, 5 марта — в 2-ю лёгкую кавалерийскую дивизию. Участвовала в битвах за Мёз и Сомму. 12 июня капитулировала. Последняя штаб-квартира: Сен-Валери-ан-Ко. Входила в состав 21-го, а позднее 9-го корпуса 10-й армии[3].
- 3-я лёгкая кавалерийская дивизия: мобилизована 20 августа 1939 под именем 3-й кавалерийской дивизии в городах Париж и Седан. 10 февраля 1940 переименована в 3-ю лёгкую дивизию, 5 марта — в 3-ю лёгкую кавалерийскую дивизию. Участвовала в битвах за Мёз и Сомму, а также отражении атак немцев на левом фланге франко-германского фронта. Расформирована 11 июля 1940. Последняя штаб-квартира — Ле Фле. Подчинялась 3-й, 6-й, 7-й, 10-й армиям, 9-му и 3-му корпусам[4].
- 4-я лёгкая кавалерийская дивизия[англ.]: мобилизована 16 февраля 1940 под именем 4-й лёгкой дивизии в местечке Сен-Реми-ан-Бузмон. 3 марта переименована в 4-ю лёгкую кавалерийскую дивизию. Участвовала в битвах за Мёз и отступлении по центру франко-германского фронта. 5 июня преобразована в 7-ю лёгкую механизированную дивизию. Последняя штаб-квартира — Клэрфонтен. Подчинялась лично 9-й армии и её 2-му и 11-му корпусам[5].
- 5-я лёгкая кавалерийская дивизия[англ.]: мобилизована 15 февраля 1940 под именем 5-й лёгкой дивизии в местечке Ля-Нёвилль-о-Пон. 3 марта переименована в 5-ю лёгкую кавалерийскую дивизию. Участвовала в боях за Мёз, на Сомме и Эме. 12 июня разгромлена, её знамёна захвачены немцами. Последняя штаб-квартира — Фонтен-лё-Дюн. Подчинялась различным корпусам 2-й и 10-й армий[6].
- 6-я лёгкая кавалерийская дивизия: мобилизована 1 марта 1940 в Тунисе[7]. Позднее части её входили в состав Юго-восточного Алжирского фронта во время Тунисской кампании[8].

### Лёгкие механизированные дивизии
С 1940 года в состав кавалерийских частей входили лёгкие механизированные дивизии, в состав которых входили бронетехника и транспортные средства.
- 1-я лёгкая механизированная дивизия[англ.]: бывшая 4-я кавалерийская дивизия. Мобилизована 22 августа 1939 в Реймсе. Участвовала в боях за горы Эско, боях на севере Франции и отступлении по левому флангу франко-германского фронта. Распущена 11 июля 1940. Последняя штаб-квартира — Сен-Аквилин, замок де Монси. Подчинялась 7-й и 9-й армии, а также кавалерийскому корпусу 1-й армии[9].
- 2-я лёгкая механизированная дивизия[англ.]: бывшая 5-я кавалерийская дивизия. Мобилизована 23 августа 1939 в Мелуне. Участвовала в боях за Диль, боях на севере Франции и отступлении по левому флангу франко-германского фронта. Распущена 16 июля 1940. Последняя штаб-квартира — Жюмиляк-лё-Гран. Подчинялась кавалерийскому корпусу французской армии, 2-му британскому армейскому корпусу и 10-му корпусу Парижской армии[10].
- 3-я лёгкая механизированная дивизия[англ.]: мобилизована 1 февраля 1940 в Париже. Участвовала в боях за Диль, боях на севере Франции и отступлении по левому флангу франко-германского фронта. Распущена после капитуляции Франции. Последняя штаб-квартира — Риберак. Подчинялась кавалерийскому и 3-му корпусам[11].
- 4-я лёгкая механизированная дивизия: мобилизована 10 июня 1940 из остатков 1-й лёгкой кавалерийской дивизии в Лё-Перре-ан-Ивелин, размер не больше боевой группы. Участвовала в отступлении по центру франко-германского фронта. Распущена после капитуляции. Последняя штаб-квартира — Ля-Сютеррен. Подчинялась 7-й и 6-й армиям[12].
- 7-я лёгкая механизированная дивизия: мобилизована 5 июня 1940 из остатков 4-й лёгкой кавалерийской дивизии в Лимуре. Участвовала в боях на Эне и отступлении по центру франко-германского бригада. В армии Вишистской Франции преобразована в 7-ю кавалерийскую бригаду. Последняя штаб-квартира — Мориа. Подчинялась 4-й армии, позднее 2-й армии и 8-му корпусу с 17 по 18 июня[13].

### Бронетанковые (кирасирские) дивизии
Входили в состав пехотных частей в 1940 году, были оснащены танками Char B1 и Hotchkiss H35, но использовались для поддержки пехоты, а не для прорывов.
- 1-я бронетанковая дивизия[фр.]: мобилизована 16 января 1940 в Шалон-сюр-Марн. 10 мая 1940 лишилась половины мотоциклов и артиллерийских тягачей, 17 мая понесла тяжёлые потери и выбыла из строя вплоть до 1 июня. Участвовала в боях за Мёз, на севере Франции, на Сомме и отступлении по центру франко-германского фронта. Распущена в июле-августе 1940 года. Последняя штаб-квартира — Лё-Доньон к северо-востоку от Лиможа. Подчинялась 11-му корпусу 9-й армии до 17 мая и 6-й армии с 1 по 25 июня[14].
- 2-я бронетанковая дивизия[фр.]: мобилизована 16 января 1940 в От-Муавр. Участвовала в боях за Мёз, на Эне и Сомме, в отступлении по центру франко-германского фронта. Не восстанавливалась после капитуляции. Последняя штаб-квартира — Сен-Пьер-Шеринья к северо-востоку от Лиможа. Подчинялась 1-му корпусу 7-й армии до 29 мая, позднее 10-й армии, 7-му, 9-му и 10-му корпусам, 51-й британской пехотной дивизии и Французской танковой группировке[15].
- 3-я бронетанковая дивизия[фр.]: мобилизована 20 марта 1940 в Реймсе. Участвовала в боях за Мёз, на Эне и отступлении по центру франко-германского фронта. Капитулировала и сдалась 17—18 июня. Последняя штаб-квартира — Монбар к северо-востоку от Дижона. Подчинялась 21-му корпусу 2-й армии до 23 мая, позднее 4-й армии и 18-му корпусу 2-й армии[16].
- 4-я бронетанковая дивизия: мобилизована 15 мая 1940 в Лё-Везине. Была оснащена танками Char B1, Char D2 и AMR 35. Участвовала в боях на Эне и Сомме, отступлении по левому флангу франко-германского фронта. Лично подчинялась Шарлю де Голлю. Последняя штаб-квартира — Кюссак к юго-востоку от Лиможа. Распущена 19 июля 1940[17].

## Пехотные и горнострелковые дивизии
Пехотные дивизии в Армии Франции по уровню боеготовности делились на три типа A, B и C. К типу A относились активные подразделения (из проходивших в тот момент службу солдат-срочников и контрактников) и резервные подразделения с боеготовностью не менее 67%. К типу B относились подразделения с невысокой боевой готовностью (около 20%) и укомплектованные в основном резервистами, а не срочниками или контрактниками. К типу C относились подразделения не готовые к бою и полностью состоявшие из резервистов. Дивизии также делились по месту прохождения службы на северо-восточные (на границе с Германией), заморские (колониальные части) и горные (служившие на границах с Италией, Швейцарией и Испанией). От классификации по месту прохождения службы зависело и используемое солдатами лёгкое и тяжёлое вооружение.

### Колониальные в 1940 году

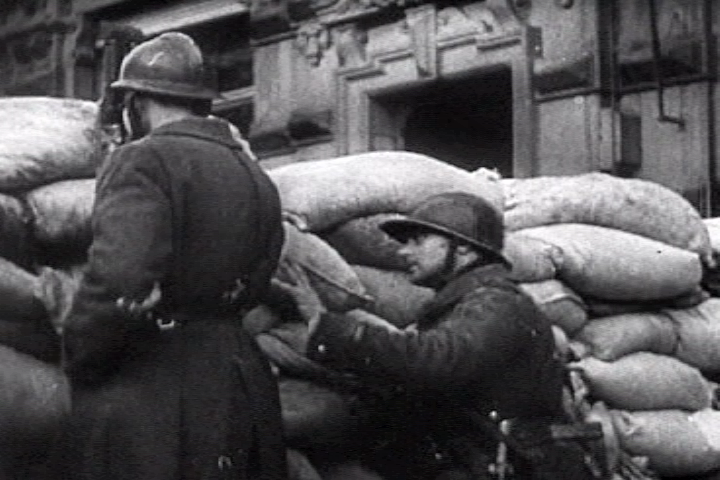
Французы в осаждённом Париже

В состав колониальных войск входили марокканские, северо-африканские, западно- и центрально-африканские дивизии, а также дивизии во французских колониях в Азии и Океании.
- 1-я марокканская дивизия[англ.]: мобилизована 2 сентября 1939 в Мекнесе (Алжир), переброшена в Марсель и 8 ноября прибыла на франко-германскую границу. Участвовала в боях на Диле и на севере Франции. 1 июня 1940 эвакуирована из Дюнкерка, во Францию вернулась 6 июня и стала 12 июня частью 1-й северо-африканской лёгкой пехотной дивизии. Последняя штаб-квартира — Альменеш-Сен-Пьер. Подчинялась колониальному корпусу, кавалерийскому корпусу, 4-му, 5-му и 16-му корпусам[18].
- 2-я марокканская дивизия: мобилизована 10 сентября 1939 в Марокко[19].
- 3-я марокканская дивизия: находилась в Марокко в 1940 году[19], части затем перешли в Фез и Касаблнаку, вступив в Переходную армию[20]. Ещё одна 3-я марокканская дивизия существовала с 1 марта по 1 июня 1943, позднее вступила в 4-ю марокканскую пехотную дивизию Армии освобождения.
- 1-я североафриканская пехотная дивизия: мобилизована 23 августа 1939 в Лионе, переброшена на франко-германскую границу. Участвовала в битве на Мёзе и боях на севере Франции. Понесла огромные потери в ходе боёв, остатки были эвакуированы из Дюнкерка с 28 мая по 2 июня 1940. Часть из них вернулась и вступила в 1-ю североафриканскую лёгкую пехотную дивизию. Подчинялась 11-му корпусу 9-й армии, кавалерийскому корпусу 1-й армии и лично 1-й армии[21].
- 1-я североафриканская лёгкая пехотная дивизия: мобилизована 9 июня 1940 в Берне из остатков 1-й механизированной, а также 1-й, 2-й, 4-й и 5-й северо-африканских пехотных дивизий (все эвакуированы из Дюнкерка и возвращены во Францию. Укомплектована только четырьмя пехотными и двумя артиллерийскими батальонами. Участвовала в отступлении по левому флангу франко-германского фронта. 18 июня окончательно разгромлена. Последняя штаб-квартира — Анденский лес (около Квиберона). Подчинялась 16-му корпусу 10-й армии[22].
- 2-я североафриканская пехотная дивизия[англ.]: мобилизована 22 августа 1939 в Манженне. Участвовала в боях на Диле и севере Франции. 28 мая сдалась в Обурдане, немногие подразделения спаслись и эвакуировались из Дюнкерка, после вступили в 1-ю североафриканскую лёгкую пехотную дивизию. Последняя штаб-квартира — Мало-Терминус около Дюнкерка. Подчинялась 3-му и 5-му корпусам 1-й армии[23].
- 3-я североафриканская пехотная дивизия[англ.]: мобилизована 23 августа 1939 в Бомон-ан-Аргоне. Участвовала в боях на Мёзе и отступлении по правому флангу франко-германского фронта. Капитулировала 23 июня 1940. Последняя штаб-квартира — Прай. Подчинялась 10-му и 18-му корпусам, колониальному корпусу и 2-й армии[24].
- 4-я североафриканская пехотная дивизия[англ.]: мобилизована 23 августа 1939 в Гротенкене. К 10 мая 1940 испытывала нехватку в 20% личного состава и примерно столько же транспорта. Участвовала в боях на Мёзе и на севере Франции. 20 мая капитулировала, немногие избежавшие пленения перешли в 1-ю североафриканскую лёгкую пехотную дивизию. Последняя штаб-квартира — Ла-Капель. Подчинялась 11-му корпусу 9-й армии[25].
- 5-я североафриканская пехотная дивизия[англ.]: мобилизована 2 сентября 1939 в Валансе. Не располагала 30% необходимых 25-мм противотанковых орудий. Участвовала в боях на Диле и севере Франции. В ночь с 31 мая на 1 июня 1940 была разгромлена и капитулировала в Обурдане, немногие выжившие были эвакуированы из Дюнкерка, позднее вернулись в Брест, примкнув к 1-й североафриканской лёгкой пехотной дивизии. Последняя штаб-квартира — Мало-Терминус около Дюнкерка. Подчинялась 5-му корпусу 1-й армии[26].
- 6-й североафриканская пехотная дивизия: мобилизована 1 ноября 1939 в Шомон-Порсьене. Участвовала в боях в Лотарингии, на Мёзе и в отступлении по правому флангу франко-германском фронте. Капитулировала 23 июня 1940. Последняя штаб-квартира — Оше. Подчинялась 18-му и 21-му корпусам 2-й армии[27].
- 7-я североафриканская пехотная дивизия[англ.]: мобилизована 16 марта 1940 в Бринье. Участвовала в боях на Сомме и отступлении по левому флангу франко-германского фронта. Распущена 10 июля. Последняя штаб-квартира — Сен-Жори-де-Шале. Подчинялась 1-му корпусу 7-й армии[28].
- 1-я колониальная пехотная дивизия[англ.]: мобилизована 23 августа 1939 в Бордо. Участвовала в боях на Мёзе и отступлении по правому флангу франко-германского фронта. Распущена 23 июня. Последняя штаб-квартира — Водемон. Подчинялась 18-му, 21-му и Колониальному армейским корпусам 2-й армии[29].
- 2-я колониальная пехотная дивизия: мобилизована 22 августа 1939 в Тулоне. Классифицировалась как горнострелковая, базировалась в Юго-Восточной Франции. Распущена 8 июня 1940, остатки включены во 2-ю колониальную лёгкую пехотную дивизию, 8-ю колониальную пехотную дивизию и 15-й корпус. Последняя штаб-квартира — Муан-Сарту. Подчинялась 6-й армии, Альпийской армии и 15-му корпусу[30].
- 2-я колониальная лёгкая пехотная дивизия: мобилизована 8 июня 1940 в Нуаси-Рудиньоне. Собрана из остатков 2-й колониальной пехотной дивизии. Находилась в Альпах, с 12 июня двигалась на север. Участвовала в боях в Альпах и отступлении по центру франко-германского фронта. Последняя штаб-квартира — Флавиньяк. Распущена 11 июля 1940. Подчинялась 15-му и 24-му корпусам[31].
- 3-я колониальная пехотная дивизия[англ.]: мобилизована 2 сентября 1939 в Париже. Дивизия типа A, отправлена на франко-германскую границу. Участвовала в боях на Мёзе и отступлении по правому флангу франко-германского фронта. Уничтожена 22 июня 1940. Последняя штаб-квартира — Мартемон. Восстановлена уже после окончания войны в Европе в августе 1945 года. Подчинялась 18-му и 21-му корпусам, а также укрепрайону Вердена (все из 2-й армии)[32].
- 4-я колониальная пехотная дивизия: мобилизована 27 августа 1939 в Тулузе, отправлена на франко-германскую границу. Участвовала в боях на Сомме, а также отступлениях по флангам франко-германского фронта. Уничтожена 19 июня 1940, остатки дивизии не капитулировали вплоть до 1 июля. Последняя штаб-квартира — Фюмель, к юго-востоку от Бордо. Подчинялась 1-му корпусу 7-й армии, 10-му корпусу 10-й армии и 25-му корпусу Парижской армии[33].
- 5-я колониальная пехотная дивизия: мобилизована 2 сентября 1939 в Монпелье. Дивизия типа A, отправлена на франко-германскую границу. Участвовала в боях на Сомме и отступлении по левому флангу франко-германского фронта. Распущена в июле 1940. Последняя штаб-квартира — Лимонь-ан-Кверси. Подчинялась 10-му корпусу 10-й армии и 3-му корпусу 12-го военного округа[34].
- 6-я колониальная пехотная дивизия: мобилизована 2 сентября 1939 в Сен-Море-сюр-Индр. Дивизия типа A, отправлена на франко-германскую границу при наличии небольшого количества 25-мм противотанковых орудий. Участвовала в боях на Мёзе и Эне, отступлении на правом фланге и по центру франко-германского фронта. Разгромлена 23 июня 1940, все военнослужащие попали в плен. Последняя штаб-квартира — Оше. Подчинялась 21-му корпусу, Колониальному корпусу и Дюбюссонской боевой группе[35].
- 7-я колониальная пехотная дивизия: мобилизована 1 сентября 1939 в Тулузе. Дивизия типа A, отправлена на франко-германскую границу. Участвовала в боях на Сомме и Эне, а также отступлении по центру франко-германского фронта. Распущена 10 июля 1940. Последняя штаб-квартира — Ла-Кокий. Подчинялась 1-му, 10-му и 24-му корпусам[36].
- 8-я колониальная пехотная дивизия: мобилизована 30 апреля в Мериньяке. Участвовала в боях в Альпах. 6 июня преобразована в 8-ю колониальную лёгкую пехотную дивизию. Последняя штаб-квартира — Гриньян. Подчинялась Альпийской армии[37].
- 8-я колониальная лёгкая пехотная дивизия: мобилизована 6 июня 1940 в Гриньяне из остатков 8-й колониальной пехотной дивизии. Участвовала в отступлении по левому флангу франко-германского фронта. Распущена 11 июля 1940. Последняя штаб-квартира — Монбазильяк. Подчинялась Парижской армии и 10-му корпусу[38].
- 81-я африканская пехотная дивизия: мобилизована в 1940 в Тунисе. Позднее переведена в Алжирскую территориальную дивизию из Переходной армии[39].
- 82-я африканская пехотная дивизия: мобилизована 2 сентября 1939 в Оране. Дивизия типа B, в октябре 1939 переброшена на франко-германскую границу. В дивизии отсутствовали почти все противотанковые орудия, автотранспорт по большей степени был нерабочим. Высадилась в Марселе в конце сентября 1939 года. Участвовала в боях в Лотарингии, на Эне и в отступлении по центру франко-германского фронта. Распущена 25 июля 1940, остатки скрылись на юге и в центре Франции. Последняя штаб-квартира — Курсмен. Подчинялась 20-му и 23-му корпусам[40].
- 83-я африканская пехотная дивизия: мобилизована в 1940 в Тунисе. Позднее переведена в Константинскую территориальную дивизию из Переходной армии[39].
- 84-я африканская пехотная дивизия: мобилизована в Габесе. Номинально классифицировалась как горная, удерживала линию Марета[англ.] до середины мая 1940 года. Испытывала недостатков в автотранспорте (имелось только 40% от необходимого), к концу мая 1940 года прибыла в Марсель. Участвовала в отступлении по левому флангу франко-германского фланга. После капитуляции Франции отправлена обратно в Северную Африку и расформирована. Последняя штаб-квартира — Монсак. Подчинялась 10-му и 25-му корпусам[41].
- 85-я африканская пехотная дивизия: мобилизована 2 сентября 1939 в городе Алжир. Дивизия типа A, до конца мая 1940 года несла службу на границе с Итальянской Ливией, 3 июня 1940 прибыла в Марсель и переброшена на франко-германский фронт. Участвовала в боях на Сомме и отступлении по левому флангу франко-германского фронта. Распущена 11 июля. Последняя штаб-квартира — Лё-Бюиссон-де-Кадуэн. Подчинялась 25-му корпусу[42].
- 86-я африканская пехотная дивизия: переброшена из Алжира в Ливан зимой 1939-1940 годов. В 1941 году во время Сирийско-Ливанской кампании в Южном Ливанском секторе вела бои против 7-й австралийской пехотной дивизии[англ.][43].
- 87-я африканская пехотная дивизия: мобилизована 2 сентября 1939 в Константине. Удерживала позиции в Тунисе, в ночь с 8 на 9 ноября 1939 высадилась в Марселе. Участвовала в боях в Лотарингии, на Эне и Элетте, отступлении по центру франко-германского фронта. Распущена 16 июля 1940. Последняя штаб-квартира — Сен-Жерве (Отт-Вьенн), примерно 35 км к западо-юго-западу от Лиможа. Подчинялась 17-му корпусу 6-й армии, а также 1-му и 24-му корпусу 7-й армии[44].
- 88-я африканская пехотная дивизия: мобилизована в 1940 году в Тунисе. Один полк позднее переведён в 10-ю колониальную пехотную дивизию[7][45].
- 180-я африканская пехотная дивизия: мобилизована в 1939 году как часть Южно-Тунисского фронта, в 1940 году несла службу в Тунисе[7].
- 181-я африканская пехотная дивизия: мобилизована в 1940 году в Алжире, позднее части вошли в Алжирскую территориальную дивизию в Переходной армии[39].
- 182-я африканская пехотная дивизия: мобилизована в 1940 году в Алжире, позднее части вошли в Оранскую территориальную дивизию в Переходной армии[39].
- 183-я африканская пехотная дивизия: мобилизована в 1940 году в Алжире, позднее части вошли в Константинскую территориальную дивизию в Переходной армии[39].
- 191-я пехотная дивизия: мобилизована в 1940 году в Ливане. В 1941 году во время Сирийско-Ливанской кампании в Южном Ливанском секторе вела бои против 1-й французской свободной пехотной дивизии и 5-й индийской пехотной бригады[англ.][46].
- 192-я пехотная дивизия[англ.]: мобилизована в 1940 году в Ливане. В 1941 году во время Сирийско-Ливанской кампании в Южном Ливанском секторе вела бои против 1-й французской свободной пехотной дивизии и 5-й индийской пехотной бригады[англ.][46]
- Тонкинская дивизия: мобилизована в 1940 году в Индокитае, вела бои против японцев во второй кампании в Индокитае, но была разбита.
- Кохинхинская и Камбоджийская дивизия: мобилизована в 1940 году в Индокитае, вела бои против японцев во второй кампании в Индокитае, но была разбита.

### Польские пехотные дивизии
В составе французской армии были несколько пехотных дивизий из польских эмигрантов, а также бежавших осенью 1939 года из Польши солдат.
- 1-я польская пехотная дивизия[англ.]: мобилизована в октябре 1939 года из бежавших во Францию поляков в военном лагере Коэткидан. Участвовала в боях в Лотарингии и отступлении по правому флангу франко-германского фронта. В ходе боёв оказалась в неловком положении, поскольку вынуждена была выполнять прямо противоположные приказы командира 20-го французского корпуса и польского правительства в изгнании с 19 июня 1940. 21 июня 1940 капитулировала в Лотарингии. Последняя штаб-квартира — Юрбаш. Подчинялась 2-й армии и 20-му корпусу 3-й армии[47].
- 2-я польская пехотная дивизия[англ.]: мобилизована в марте 1940 года из бежавших во Францию поляков в Сен-Луп-сюр-Туэ. Не была полностью укомплектована по причине отсутствия роты 47-мм противотанковых орудий. На фронт прибыла 20-22 мая. Участвовала в отступлении по правому флангу франко-германского фронта. Следуя приказам правительства в изгнании, 12 тысяч солдат дивизии перешли 20 июня границу со Швейцарией и были интернированы[48]. Три батальона попали в немецкий плен. Последняя штаб-квартира — Индевиллье. Подчинялась 2-й группе армий, 3-й армии и 45-му гарнизонному корпусу 8-й армии[49].

### Моторизованные и горные дивизии
Ниже перечислены пехотные, горные, моторизованные и гарнизонные дивизии: отличий между обозначениями пехотных и горных дивизий нет.
- 1-я моторизованная пехотная дивизия: мобилизована 23 августа 1939 в Лилле. Участвовала в боях на Диле и на севере Франции. Часть дивизии (Женудетская боевая группа) попала в плен, остатки эвакуировались в Англию 2-3 июня 1940 и вернулись в Шербур и Брест, где были собраны в 1-ю лёгкую пехотную дивизию. Последняя штаб-квартира перед эвакуацией — Мало-ле-Бен около Дюнкерка. Подчинялась 3-му корпусу. Восстановлена в феврале 1945 года на правах полноценной дивизии Французской армии[50].
- 2-я пехотная дивизия[англ.]: мобилизована 2 сентября 1939 в Сен-Андре-ле-Лилль. Дивизия типа A, но не укомплектована частью 25-мм противотанковых орудий. Участвовала в боях в Лотарингии, на Эне и отступлении по центру франко-германского фронта. Разгромлена 15 июня 1940, знамя захвачено немцами. Последняя штаб-квартира — Шапель-Валлон. Подчинялась 6-му корпусу 6-й армии, 23-му корпусу 4-й армии и 2-й армии[51].
- 3-я моторизованная пехотная дивизия: мобилизована 25 августа 1939 в Амьене. Участвовала в боях на Мёзе, на Эне и отступлении по центру франко-германского фронта. Разгромлена 18 июня 1940, знамя захвачено немцами. Последняя штаб-квартира — Сен-Сена. Подчинялась 21-му корпусу 2-й армии и 8-му корпусу 4-й армии[52].
- 4-я пехотная дивизия: мобилизована 2 сентября 1939 в Ирсоне. Дивизия типа A, укомплектована недостающими противотанковыми орудиями в апреле 1940 года, но при этом часть транспорта была в плохом состоянии. Участвовала в боях за гору Эско и на севере Франции. Разгромлена под Лиллем и Дюнкерком, избежавшие плена эвакуировались с 31 мая по 3 июня, после чего вернулись в Брест 4 и 5 июня, продолжив службу в других подразделениях. Последняя штаб-квартира — пляжи Дюнкерка. Подчинялась лично 1-й армии (в том числе 4-му корпусу) и 7-й армии[53].
- 5-я моторизованная пехотная дивизия[англ.]: мобилизована 23 августа 1939 в Кане. Участвовала в боях на Мёзе и севере Франции. Разгромлена 25 мая 1940, выжившие эвакуировались из Дюнкерка. Последняя штаб-квартира — Дюнкерк. Подчинялась 2-му корпусу 9-й армии до 17 мая, позднее 1-й армии[54].
- 6-я пехотная дивизия: мобилизована 2 сентября 1939 в Роншеролль-сюр-лё-Вивье. Дивизия типа A, не была оснащена лошадями для кавалерийских частей и абсолютно не располагала никакими противотанковыми средствами по состоянию на 10 мая 1940. Участвовала в боях в Лотарингии, на Мёзе и отступлении по правому флангу франко-германского фронта. Капитулировала 22 июня 1940: в плен сдались 2500 человек. Последняя штаб-квартира — Тюйли-о-Гросель. Подчинялась 2-й армии (в том числе 18-му и 21-му корпусам) и Дюбиссонской боевой группе[55].
- 7-я пехотная дивизия: мобилизована 2 сентября 1939 в Ле-Мане. Участвовала в боях в Лотарингии, на Эне, на Элетте и отступлении по центру франко-германского фронта. Расформирована в июле 1940 года, оставшиеся солдаты ушли служить в вишистские войска. Последняя штаб-квартира — Ла-Мейз. Подчинялась Колониальному корпусу 3-й армии, а также 17-му и 18-му корпусам 6-й армии[56].
- 8-я пехотная дивизия: мобилизована 1 апреля 1940 в Кутра. Сражалась на Эне и Элетте, участвовала в отступлении по центру франко-германского фронта. Капитулировала 16 июля 1940. Последняя штаб-квартира — Сен-Парду. Подчинялась 17-му корпусу 6-й армии[57].
- 9-я моторизованная пехотная дивизия[англ.]: мобилизована 26 августа 1939 в Орлеане, Невере, Бурже и Лиможе. Участвовала в боях за гору Эско и на севере Франции. 20 мая 1940 почти полностью разгромлена на канале Самбр-Уаза, остатки бежали в состав 43-й пехотной и 9-й колониальной пехотных дивизий. Последняя штаб-квартира — Боэн-ан-Вермандуа. Подчинялась 16-му корпусу 7-й армии и лично 9-й армии[58].
- 10-я пехотная дивизия: мобилизована 23 августа 1939 в Париже. Дивизия типа A. Участвовала в боях на Эне и отступлении по центру франко-германского фронта. В ходе кампании лишилась знамени, из личного состава уцелели только 649 человек. Последняя штаб-квартира перед капитуляцией — Сен-Флор, Канталь. Подчинялась 23-му корпусу и 2-й армии[59]. Восстановлена в октябре 1944 года, продолжила службу в Эльзасе и на Атлантическом побережье.
- 11-я пехотная дивизия: мобилизована 22 августа 1939 в Нанси. Участвовала в боях в Лотарингии, на Эне и в отступлении по центру франко-германского фронта. Расформирована 11 июля 1940. Последняя штаб-квартира — Сен-Парду. Подчинялась 1-му и 24-му корпусам 7-й армии[60].
- 12-я моторизованная пехотная дивизия: мобилизована 23 августа 1939 в Шалон-сюр-Марн. Участвовала в боях в Лотарингии, на Диле, на севере Франции и на северной границе. Капитулировала 4 июня 1940. Последняя штаб-квартира — Дюнкерк. Подчинялась 3-му и 5-му корпусам 1-й армии[61].
- 13-я пехотная дивизия: мобилизована 22 августа 1939 в Бурони. Участвовала в боях в Эльзасе, на Сомме и отступлении по левому флангу франко-германского фронта. Потеряла собственное знамя, но не капитулировала вплоть до 25 июня 1940. Последняя штаб-квартира — Лаленд. Подчинялась корпусам 7-й, 8-й, 10-й армий и 25-му корпусу Парижской армии, состояла в Базелерской боевой группе[62].
- 14-я пехотная дивизия: мобилизована 25 августа 1939 в Мюлузе. Участвовала в боях на Эльзасе, в Лотарингии, на Мёзе, Эне и отступлении по центру франко-германского фронта. Прекратила вооружённое сопротивление только 25 июня 1940. Последняя штаб-квартира перед капитуляцией — Шампе. Подчинялась 23-му корпусу 6-й и 4-й армий и 8-му корпусу 4-й армии[63]. Восстановлена 16 февраля 1945, продолжила службу в 1-й армии.
- 15-я моторизованная пехотная дивизия: мобилизована 23 августа 1939 в Дижоне. Участвовала в боях в Лотарингии, на Диле и севере Франции. Знамя дивизии захвачено 29 мая 1940 к югу от Лилля, остатки бежали в Дюнкерк, оттуда эвакуировались в Великобританию и позднее высадились под Брестом и Шербуром. Последняя штаб-квартира — Фарбур-де-Пост (Лилль). Подчинялась 4-му корпусу 1-й армии[64].
- 16-я пехотная дивизия: мобилизована 2 сентября 1939 в Дижоне. Дивизия типа A. Участвовала в боях в Эльзасе, на Сомме и отступлении по центру франко-германского фронта. После капитуляции сокращена до 4 батальонов. Последняя штаб-квартира — Кюзорн. Подчинялась 10-му, 12-му и 25-му корпусам[65].
- 17-я пехотная дивизия: планировалась к мобилизации 31 марта 1940, но это решение было отменено и её военнослужащие были разбросаны по разным дивизиям. После прорыва фронта под Седаном 10 — 15 мая 1940 остатки 55-й и 71-й пехотной дивизий были собраны в новую дивизию, которая 21 мая и стала 17-й по счёту. Находилась в резерве вплоть до перевода к Вердену. 30 мая расформирована, личный состав включён в состав 59-й лёгкой пехотной дивизии[66].
- 18-я пехотная дивизия[англ.]: мобилизована 2 сентября 1939 в Тур. Дивизия типа A. Участвовала в боях в Лотарингии, на Мёзе, на севере Франции и северной границе. Окружена и разгромлена под бельгийским местечком Бомонт 16 мая 1940. Последняя штаб-квартира — Дамуси. Подчинялась 11-му корпусу 9-й армии[67].
- 19-я пехотная дивизия: мобилизована 25 августа 1939 в Ренне. Участвовала в боях в Лотарингии и Эльзасе, на Сомме и в отступлении по левому флангу франко-германского фронта. Не разоружалась в день капитуляции Франции. Последняя штаб-квартира перед капитуляцией — Пьер-Буффьер. Подчинялась 13-му корпусу и 1-му корпусу 7-й армии[68]. Восстановлена в сентябре 1944 года, продолжила службу на Атлантическом побережье.
- 20-я пехотная дивизия: мобилизована 2 сентября 1939 в Ренне. Дивизия типа A. Участвовала в боях на северной границе Франции, в Лотарингии, на Мёзе и Эне, в отступлении по центру франко-германского фронта. Окружена и разгромлена 15 июня 1940 на левом берегу Сены. Последняя штаб-квартира — Сен-Мор (5 км к северу от Труа). Подчинялась 42-му корпусу 3-й армии и 7-му корпусу 6-й армии[69].
- 21-я пехотная дивизия[англ.]: мобилизована 25 августа 1939 в Нанте. Участвовала в боях в Лотарингии, на севере Франции и северной границе, а также на побережье Шельды. Капитулировала 25 мая 1940 после Булоньской операции. Последняя штаб-квартира — Булонь. Подчинялась Резерву верховного главнокомандования и адмиралу-командиру Северного фронта[70].
- 22-я пехотная дивизия[англ.]: мобилизована 23 августа 1939 в 11-м военном округе. Дивизия типа A. Участвовала в боях в Лотарингии, на Мёзе и севере Франции. Потеряла знамя 18 мая 1940 в Вими после неудачной обороны Сен-Мишель. Последняя штаб-квартира — Вими. Подчинялась Колониальному корпусу 3-й армии и 11-му корпусу 9-й армии[71].
- 23-я пехотная дивизия: мобилизована 25 августа 1939 в Лиможе. Участвовала в боях в Лотарингии, в Эльзасе, на Сомме и Эне, в отступлении по центру франко-германского фронта. Не разоружалась в день капитуляции Франции, капитулировала лишь 11 июля 1940. Последняя штаб-квартира перед капитуляцией — Жюмильяк-ле-Гран. Подчинялась 24-му корпусу 7-й армии[72]. Восстановлена в январе 1945 года, служила на Атлантическом побережье.
- 24-я пехотная дивизия: мобилизована 3 сентября 1939 в Лиможе. Дивизия типа A. Участвовала в боях в Лотарингии, на Сомме и в отступлении по левому флангу франко-германского фронта. К 11 июня 1940 дивизия потеряла почти весь личный состав, официально капитулировала и была расформирована 11 июля 1940. Последняя штаб-квартира — Шерве-Кюба. Подчинялась 10-му корпусу 10-й армии и Базелерской боевой группе[73].
- 25-я моторизованная пехотная дивизия[англ.]: мобилизована 27 августа 1939 в Клермон-Ферране. Участвовала в боях в Лотарингии, на севере Франции (в том числе на границе) и на Шельдте. Знамя дивизии захвачено вечером 31 мая 1940 между Кантело и Ламберасром, тогда же разгромлена почти вся дивизия. Последняя штаб-квартира перед капитуляцией — Брей-Дюн. Подчинялась нескольким корпусам 1-й армии[74]. Восстановлена в апреле 1945 года, продолжила службу на Атлантическом побережье.
- 26-я пехотная дивизия: мобилизована 2 сентября 1939 в Клермон-Ферране. Дивизия типа A. Участвовала в боях в Лотарингии и в отступлении по правому флангу франко-германского фронта. Знамя дивизии захвачено в лесу Шарм ночью с 20 на 21 июня 1940. Последняя штаб-квартира — Шарм. Подчинялась 6-му корпусу 3-й армии[75].
- 27-я горная пехотная дивизия: мобилизована 22 августа 1939 в Гапе. Резервная дивизия типа A, переформирована для пограничной службы 27 октября 1939. Участвовала в боях в Альпах, в Лотарингии, на Эне и в отступлении по центру франко-германского фронта. Не разоружалась в день капитуляции Франции. Последняя штаб-квартира — Сен-Дизье-Лейрен. Подчинялась 7-му, 8-му и 17-му корпусам[76]. Восстановлена в ноябре 1944 года, продолжила службу во Французских Альпах.
- 28-я горная пехотная дивизия: мобилизована 22 августа 1939 в Шамбери. Резервная дивизия типа A. Участвовала в боях в Альпах, в Лотарингии, на Эне и в отступлении по центру франко-германского фронта. Не разоружалась в день капитуляции, частично расформирована 31 июля 1940. Последняя штаб-квартира — Марзак. Подчинялась 7-му и 17-му корпусам 6-й армии[77].
- 29-я горная пехотная дивизия: мобилизована 22 августа 1939 в Ницце. Резервная дивизия типа A. Участвовала в боях в Альпах, в Лотарингии, на Сомме и в отступлении по левому флангу франко-германского фронта. Основной состав уничтожен между Соммой и Лё-Бевроном с 5 по 19 июня 1940, знамя захвачено немцами. Капитулировала 11 июля 1940. Последняя штаб-квартира — Отфорт. Подчинялась 1-му и 24-му корпусам 7-й армии[78].
- 30-я горная пехотная дивизия: мобилизована 22 августа 1939 в Марселе. Резервная дивизия типа A, подготовлена к службе на границе и переброшена 27 октября 1939. Участвовала в боях в Альпах, в Лотарингии и отступлении по правому флангу франко-германского фронта. Окружена и разгромлена 23 июня 1940 под Сен-Дье. Последняя штаб-квартира — Бельмон (Нижний Рейн). Подчинялась 43-му гарнизонному корпусу 5-й армии и 12-му корпусу 3-й армии[79].
- 31-я горная пехотная дивизия: мобилизована 27 августа 1939 в Монпелье. Резервная дивизия типа A. Участвовала в боях в Лотарингии, на Сомме и в отступлении по левому флангу франко-германского фронта. Окружена и разгромлена 12 июня 1940 под Сен-Валери-эн-Ко. Последняя штаб-квартира — Геттвилль. Подчинялась 9-му корпусу 10-й армии[80].
- 32-я пехотная дивизия: мобилизована 22 августа 1939 в Монпелье. Резервная дивизия типа A. Участвовала в боях в Лотарингии, на Диле, на севере Франции и отступлении по левому флангу франко-германского фронта. Разгромлена с 4 по 18 июня 1940 между Дюнкерком и Фалезом. 12 июня 1940 переформирована в 32-ю лёгкую пехотную дивизию. Последняя штаб-квартира — Сен-Вигор-де-Мезерет. Подчинялась 3-му корпусу 1-й армии и 16-му корпусу 10-й армии[81].
- 35-я пехотная дивизия: мобилизована 2 сентября 1939 в Бордо. Резервная дивизия типа A. Участвовала в боях в Лотарингии и Эльзасе, на Эне и в отступлении по правом флангу франко-германского фронта. Окружена и разгромлена 22 июня 1940 под Оше. На момент капитуляции насчитывала всего 6 тысяч человек. Последняя штаб-квартира — Жермини. Подчинялась Колониальному армейскому корпусу и 21-му корпусу 2-й армии[82].
- 36-я пехотная дивизия: мобилизована 28 августа 1939 в Бордо. Участвовала в боях в Лотарингии, на северной границе Франции, на Эне и в отступлении по правом флангу франко-германского фронта. Окружена и разгромлена 21 июня 1940 под Везелизом. Последняя штаб-квартира — Гюнье. Подчинялась 10-му корпусу и Колониальному армейскому корпусу 2-й армии[83]. Восстановлена в феврале 1945 года, в боях до конца войны не участвовала.
- 40-я пехотная дивизия: мобилизована 31 мая 1940 в Моренвилье на основе 2-й шассерской дивизии. Участвовала в боях на Сомме и в отступлении по левому флангу франко-германского фронта. Не разоружалась в день капитуляции Франции. Расформирована 31 июля 1940. Последняя штаб-квартира — Каор. Подчинялась 9-му корпусу 10-й армии[84].
- 41-я пехотная дивизия[англ.]: мобилизована 2 сентября 1939 в Версале. Участвовала в боях в Лотарингии, на северной границе Франции, на Мёзе и Эне, а также в отступлении по центру франко-германского фронта. Капитулировала почти полностью 17—18 июня 1940 под Гондрвиллем (1300 человек избежали разгрома и пленения). Последняя штаб-квартира — Гондрвилль. Подчинялась 17-му корпусу 6-й армии и 18-му корпусу 2-й армии[85].
- 42-я пехотная дивизия: мобилизована 20 августа 1939 в Меце. Участвовала в боях в Лотарингии, на Эне и в отступлении по центру франко-германского фронта. Окружена и разгромлена 17 июня 1940 под Ле-Рисе. Последняя штаб-квартира — Ле-Рисе. Подчинялась 23-му корпусу 4-й и 6-й армий[86].
- 43-я пехотная дивизия: мобилизована 23 августа 1939 в Вейерсхайме. Участвовала в боях в Эльзасе, на Диле, на севере Франции и в отступлении по левому флангу франко-германского фронта. Эвакуирована из Дюнкерка, вернулась во Францию после высадки в Бресте. С 18 по 26 июня 1940 окружена на линии Пассе—Беллинье и разгромлена. Последняя штаб-квартира — Пассе. Подчинялась 1-й армии, 16-му корпусу и командиру зоны B[87].
- 44-я пехотная дивизия: мобилизована 1 марта 1940 в Дурдане. Участвовала в боях на Эне и в отступлении по центру франко-германского фронта. К моменту капитуляции насчитывала только 2500 солдат. Последняя штаб-квартира — Морьяк. Подчинялась 7-му, 17-му и 23-му корпусам 6-й армии[88].
- 45-я пехотная дивизия: мобилизована 2 сентября 1939 в Орлеане. Резервная дивизия типа A. Участвовала в боях в Лотарингии, на Эне и в отступлении по центру франко-германского фронта. Окружена и разгромлена 14 июня 1940. Последняя штаб-квартира — Арси-сюр-Об. Подчинялась 7-му корпусу 6-й армии[89].
- 47-я пехотная дивизия: мобилизована 2 сентября 1939 в Безансоне. Резервная дивизия типа A. Участвовала в боях в Эльзасе и Лотарингии, на Эне и в отступлении по центру франко-германского фронта. Не разоружалась в день капитуляции Франции. Последняя штаб-квартира — Марёй. Подчинялась 1-му корпусу 7-й армии и 9-му корпусу 4-й армии[90].
- 51-я пехотная дивизия: мобилизована 2 сентября 1939 в Лилле. Резервная дивизия типа B. Участвовала в боях на северной границе Франции, на Мёзе, в Лотарингии и в отступлении по правому флангу франко-германского фронта. Окружена и разгромлена 23 июня 1940 в Вилле-ле-Сек. Последняя штаб-квартира — Сексе-о-Форж. Подчинялась 24-му и 42-му корпусам 3-й армии[91].
- 52-я пехотная дивизия: мобилизована 24 августа 1939 в Шарлевиль-Мезьере. Резервная дивизия типа B. Участвовала в боях на северной границе Франции, в Лотарингии и в отступлении по правому флангу франко-германского фронта. Окружена и разгромлена 23 июня 1940 под Ла-Бургонс. Последняя штаб-квартира — Ла-Саль. Подчинялась 20-му корпусу 4-й армии и Саарской боевой группе 2-й группы армий[92].
- 53-я пехотная дивизия[англ.]: мобилизована 2 сентября 1939 в Бурбуре. Резервная дивизия типа B. Участвовала в боях на северной границе Франции, на Мёзе и Эне, а также в отступлении по центру франко-германского фронта. После 31 мая 1940 значилась как 53-я лёгкая пехотная дивизия. К моменту капитуляции Франции насчитывала всего 800 человек. Последняя штаб-квартира — Аллегр. Подчинялась 41-му гарнизонному корпусу 9-й армии и 8-му корпусу 4-й армии[93].
- 54-я пехотная дивизия: мобилизована 2 сентября 1939 в Ле-Мане. Резервная дивизия типа B. Участвовала в боях в Эльзасе и в отступлении по правому флангу франко-германского фронта. Окружена и разгромлена 22 июня 1940 под Сен-Мари-о-Мин. Последняя штаб-квартира — Корсье. Подчинялась 13-му корпусу 8-й армии[94].
- 55-я пехотная дивизия: мобилизована 3 октября 1939 в Орлеане. Резервная дивизия типа B. Участвовала в боях на северной границе Франции и на Мёзе. Во время Седанской битвы под Бульсоном 13 мая 1940 после атаки немцев подверглась панике и обратилась в бегство. 18 мая 1940 расформирована, личный состав внедрён в 17-ю пехотную дивизию. Последняя штаб-квартира — Манр. Подчинялась 10-му корпусу 2-й армии[95].
- 56-я пехотная дивизия: мобилизована 2 сентября 1939 в Шалон-ан-Шампань. Резервная дивизия типа B. Участвовала в боях в Лотарингии и в отступлении по центру франко-германского фронта. Окружена и разгромлена 16 июня 1940 под Энье-ле-Дюк. Последняя штаб-квартира — Прерай, два километра к западо-северо-западу от Франшвиля. Подчинялась Колониальному и 6-му армейским корпусам 3-й армии, а также 18-му корпусу 2-й армии[96].
- 57-я пехотная дивизия: мобилизована 2 сентября 1939 в Безансоне. Резервная дивизия типа B. Участвовала в боях в Эльзасе и на Эне, а также в отступлении по центру франко-германского фронта. Не разоружалась в день капитуляции Франции. Расформирована 11 июля 1940. Последняя штаб-квартира — Йес. Подчинялась 45-му гарнизонному корпусу 3-й группы армий и 24-му корпусу 7-й армии[97].
- 58-я пехотная дивизия: мобилизована 2 сентября 1939 в Дижоне. Резервная дивизия типа B. Участвовала в боях в Лотарингии и в отступлении по правому флангу франко-германского фронта. В ходе боёв понесла большие потери: уцелело только три батальона. Окружена и разгромлена 22 июня 1940 под Оше. Последняя штаб-квартира — Оше. Подчинялась 42-му гарнизонному корпусу и Дюбиссонской боевой группе[98].
- 60-я пехотная дивизия[англ.]: мобилизована 2 сентября 1939 в Ренне. Резервная дивизия типа B. Участвовала в боях на северной границе, на севере Франции и под Шельдтом. Была блокирована на севере, в Великобританию прорвались только около тысячи человек без снаряжения. Остатки дивизии капитулировали 4 июня 1940 под Дюнкерком. Последняя штаб-квартира — Мало Терминус. Подчинялась 7-й армии и 16-му корпусу[99].
- 61-я пехотная дивизия[англ.]: мобилизована 2 сентября 1939 в Нанте. Резервная дивизия типа B. Участвовала в боях на Северной границе и на Мёзе. Блокирована немецкими бронетанковыми частями 15—16 мая 1940, расформирована 27 мая 1940. Остатки переведены в 236-ю и 241-ю лёгкие пехотные дивизии. Последняя штаб-квартира — Лувье. Подчинялась 41-му гарнизонному корпусу 9-й армии[100].
- 62-я пехотная дивизия: мобилизована 2 сентября 1939 в Лиможе. Резервная дивизия типа B. Перед отправкой на фронт испытала огромный дефицит живой силы, бронетехники и противотанковых орудий. Участвовала в боях в Эльзасе и Лотарингии, а также в отступлении по правому флангу франко-германского фронта. Окружена и разгромлена под Дононом с 21 по 23 июня 1940. Последняя штаб-квартира — Донон. Подчинялась 17-му корпусу и 103-й гарнизонной дивизии 5-й армии[101].
- 63-я пехотная дивизия: мобилизована 3 сентября 1939 в Клермон-Ферране. Резервная дивизия типа B. Участвовала в боях в Эльзасе и в отступлении по правому флангу франко-германского фронта. Окружена и разгромлена 22 июня 1940 под Бюссаном. Последняя штаб-квартира — Бюссан. Подчинялась 44-му и 45-му гарнизонным корпусам 8-й армии[102].
- 64-я горная пехотная дивизия: мобилизована 2 сентября 1939 в Валансе. Резервная дивизия типа B. Участвовала в боях в Альпах. Не разоружалась в день капитуляции Франции. Расформирована 10 июля 1940. Последняя штаб-квартира — Амбрён. Подчинялась 14-му корпусу Альпийской армии[103].
- 65-я горная пехотная дивизия: мобилизована 2 сентября 1939 в Марселе. Резервная дивизия типа B. Участвовала в боях в Альпах. Не разоружалась в день капитуляции Франции. Расформирована 11 июля 1940. Последняя штаб-квартира — Левенс. Подчинялась 15-му корпусу Альпийской армии[104].
- 66-я горная пехотная дивизия: мобилизована 2 сентября 1939 в Монпелье. Резервная дивизия типа B. Участвовала в боях в Альпах. Не разоружалась в день капитуляции Франции. Расформирована 8 июля 1940. Последняя штаб-квартира — Ла-Комб-де-Лансе. Подчинялась 14-му корпусу Альпийской армии[105].
- 67-я пехотная дивизия: мобилизована 12 сентября 1939 в Тулузе. Резервная дивизия типа B. Участвовала в боях в Эльзасе и в отступлении по правому флангу франко-германского фронта. Окружена и разгромлена 18 июня 1940 под Маишем. Немногие уцелевшие бежали в Швейцарию. Последняя штаб-квартира — Бремонкур. Подчинялась 44-му и 45-му корпусам 8-й армии[106].
- 68-я пехотная дивизия[англ.]: мобилизована 16 января 1940 в Дюнкерке. Участвовала в боях за Шельдт и на севере Франции. Окружена и разгромлена 4 июня 1940 под Дюнкерком. Последняя штаб-квартира — Дюнкерк. Подчинялась 16-му корпусу Адмирал-Севера[107].
- 70-я пехотная дивизия: мобилизована 2 сентября 1939 в Нанси. Резервная дивизия типа B. Участвовала в боях в Эльзасе и в отступлении по правому флангу франко-германского фронта. Окружена и разгромлена с 21 по 22 июня 1940 под Паду. Последняя штаб-квартира — окрестности Паду. Подчинялась 12-му корпусу 5-й армии[108].
- 71-я пехотная дивизия[англ.]: мобилизована 2 сентября 1939 в Версале. Резервная дивизия типа B. Участвовала в боях на северной границе Франции и на Мёзе. Во время Седанской битвы под Бульсоном 13—14 мая 1940 панически бежала с поля боя. Расформирована 21 мая 1940, остатки вошли в состав 17-й пехотной дивизии. Последняя штаб-квартира — Верден. Подчинялась 10-му корпусу 2-й армии[109].
- 101-я гарнизонная дивизия: мобилизована 16 марта 1940 в Омон-пре-Самонье (Мобёжский укреплённый район[англ.]). Участвовала в боях на севере Франции, на северной границе и на Диле. Часть дивизии окружена и разгромлена 3 июня 1940 под Дюнкерком, один полк сумел выбраться из окружения, но 17 июня 1940 разгромлен под Фалезом. Последняя штаб-квартира — Дюнкерк. Подчинялась 1-й армии[110].
- 102-я гарнизонная дивизия[англ.]: мобилизована 1 июня 1940 в Римони из сил Арденнского оборонительного сектора. Участвовала в боях на северной границе Франции и на Мёзе. Знамя дивизии захвачено в местечке Тин-ле-Мутье. Последняя штаб-квартира — Вальконтан (3,5 километра от Тин-ле-Мутье). Подчинялась 41-му гарнизонному корпусу 9-й армии[111].
- 103-я гарнизонная дивизия: мобилизована 5 марта 1940 в Нижнерейском укреплённом районе[англ.]. Участвовала в боях в Эльзасе и в отступлении по правому флангу. Окружена и разгромлена 23 июня 1940 после капитуляции 5-й армии. Последняя штаб-квартира — Сальм (около Вальдерсбаха). Подчинялась 17-му и 43-му гарнизонному корпусам 5-й армии[112].
- 104-я гарнизонная дивизия: мобилизована 3 марта 1940 в Кольмарском укреплённом районе[англ.]. Участвовала в боях в Эльзасе и в отступлении по правому флангу. Окружена и разгромлена 21 июня 1940 под Ксонрю. Последняя штаб-квартира — Ксонрю. Подчинялась 12-му и 13-му корпусам 8-й армии[113].
- 105-я гарнизонная дивизия: мобилизована 16 марта 1940 в Мюлузском укреплённом районе[англ.]. Участвовала в боях в Эльзасе и в отступлении по правому флангу. Окружена и разгромлена 22 июня 1940 под Молло. Последняя штаб-квартира — Руж-Газон (4 километра к юго-западу от Молло). Подчинялась 13-му и 44-му гарнизонному корпусам 8-й армии[114].

### Лёгкиешассерские(егерские) дивизии
Шассерские дивизии были образованы в апреле 1940 года и участвовали в боевых действиях в Норвегии.
- 1-я лёгкая шассерская дивизия: мобилизована 15 апреля 1940 в Бресте на основе альпийской (высокогорной) стрелковой бригады. Участвовала в боях в Норвегии и Западной Франции. Высадилась 19 апреля 1940 в Норвегии, оттуда эвакуировалась 3—7 июня 1940. Вернулась в Бретань, вела бои на северо-западе Нормандии, позднее эвакуирована в Великобританию, где около 1200 человек из состава дивизии вступили в движение «Сражающаяся Франция». Часть дивизии выбралась в Марокко в июле, где солдаты продолжили службу во Французской Северной Африке (ещё часть личного состава к 4 августа 1940 была репатриирована). Последняя штаб-квартира — Касабланка. Подчинялась Французскому Скандинавскому экспедиционному корпусу и командиру Бретаньской оборонительной линии[116].
- 2-я лёгкая шассерская дивизия: мобилизована 18 апреля 1940 в Бресте. Готовилась к переброске в Норвегию, но вынуждена была эвакуироваться в Шотландию, откуда вернулась в Брест 19 мая 1940. Продолжила службу как 40-я пехотная дивизия до 31 мая 1940. Последняя штаб-квартира — Моренвилье. Подчинялась Французскому Скандинавскому экспедиционному корпусу и резерву Верховного главнокомандования[117].

### Лёгкие пехотные дивизии
Большинство подобных дивизий были сформированы в разгар боевых действий (май и июнь 1940 года). Лёгкая пехотная дивизия состояла из двух пехотных полков, в большинстве случаев не была оснащена необходимой техникой и вооружением.
- 1-я лёгкая пехотная дивизия: мобилизована 10 июня 1940 в Эврё на основе 1-й моторизованной пехотной дивизии, эвакуированной из Дюнкерка и вернувшейся во Францию окольными путями. Номинально состояла из 4 полноценных батальонов пехоты, 2 полноценных батальонов артиллерии и ряда подразделений, чьё формирование даже не было начато. Участвовала в отступлении по левому флангу франко-германского фронта. Отброшена к западу от Кана, окружена с 19 по 25 июня немцами. Капитулировала 29 июня. Последняя штаб-квартира — Жювиньи-лё-Тертр. Подчинялась 16-му корпусу с 10 по 29 июня 1940[118].
- 3-я лёгкая пехотная дивизия: мобилизована 15 апреля 1940 в Бресте, готовилась к отправке в Норвегию. Номинально состояла из двух пехотных полков, противотанковой роты, танковой роты, разведбатальона и артбатальона. Из-за смены стратегических планов отправлена на франко-германский фронт через Париж и на реку Сомму к Нойону. Участвовала в боях на Сомме, Эне и в отступлении по центру франко-германского фронта. Последняя штаб-квартира — Нексон, к юго-востоку от Лиможа. Подчинялась 24-му корпусу с 18 мая по 25 июня 1940[119].
- 17-я лёгкая пехотная дивизия: мобилизована 31 мая 1940 в Ла-Куртине (департамент Крёз) из остатков французских частей, разгромленных в битве на Мёзе. Основой послужила 18-я пехотная дивизия: два полка пехоты, артиллерийский полк 75-мм орудий с двумя батальонами, восемь противотанковых орудий и небольшое количество миномётов и средств связи. Участвовала в боях на Сомме и отступлении по левому флангу франко-германского фронта. Четыре батальона окружены и разгромлены с 20 по 27 июня. Последняя штаб-квартира — Сент-Илер-дю-Мен. Подчинялась 4-му корпусу 10-й армии с 7 по 11 июня и группе Дюффура 10-й армии вплоть до капитуляции[120].
- 59-я лёгкая пехотная дивизия: мобилизована 30 мая 1940 к западу от Сен-Миеля из остатков 17-й, 55-й и 71-й пехотных дивизий. Ммела в своём составе два пехотных полка, артиллерийский полк и несколько противотанковых и зенитных орудий. Участвовала в отступлении по центру франко-германского фронта. Занимала оборонительные позиции к западу от Аргоннского и Бельвальского лесов. Разбита немецкими танковыми и артиллерийскими частями, капитулировала 13 июня 1940 к югу от Монтмирая. Последняя штаб-квартира — Банны (около Марны). Подчинялась 2-й армии (до 12 июня) и 7-му корпусу 6-й армии[121].
- 235-я лёгкая пехотная дивизия: мобилизована 1 июня 1940 в Бар-сюр-Арб. В своём составе имела очень много солдат из вспомогательных частей. Структура: два пехотных полка, артиллерийский полк. Испытывала дефицит 25-мм и 47-мм противотанковых орудий. Участвовала в боях на Эне и в отступлении по центру франко-германского фронта. После атак немцев к 12 июня была разбита и рассеяна, 16 июня большая часть дивизии капитулировала. Последняя штаб-квартира — ферма в 6 км к востоку от Мери-сюр-Сен. Подчинялась 23-му корпусу 4-й армии (до 12 июня) и затем лично 2-й пехотной дивизии[122].
- 236-я лёгкая пехотная дивизия: мобилизована 8 июня 1940 в Курансе из остатков 102-й гарнизонной, 20-й пехотной и 9-й моторизованной дивизий. Участвовала в отступлении по левому флангу франко-германского фронта. 25 июня 1940 объединена с 237-й лёгкой пехотной дивизией. Последняя штаб-квартира — Кунеж, к востоку от Бордо. Подчинялась 10-й армии[123].
- 237-я лёгкая пехотная дивизия: мобилизована 27 мая 1940 в Базош-сюр-Гьонн из остатков 5-й моторизованной и 55-й пехотной дивизий. Участвовала в отступлении по левому флангу франко-германского фронта. Расформирована 7 июля 1940. Последняя штаб-квартира — Пеллегрю, к востоку от Бордо. Подчинялась 3-му корпусу 10-й армии[124].
- 238-я лёгкая пехотная дивизия: мобилизована 1 июня 1940 в Арк-ан-Барруа. Состояла из двух пехотных и артиллерийского полка, испытывала дефицит в 25-мм противотанковых орудиях. Участвовала в боях на Эне и в отступлении по центру франко-германского фронта. Расформирована 11 июля 1940. Последняя штаб-квартира — Берсак-сюр-Ривалье, к северо-востоку от Лиможа. Подчинялась 17-му корпусу 6-й армии[125].
- 239-я лёгкая пехотная дивизия: мобилизована 1 июня 1940 в Ролампоне из разных батальонов. Фактически не была боеспособной. Участвовала в боях на Эне и в отступлении по центру франко-германского фронта. Расформирована 11 июля 1940. Последняя штаб-квартира — Сен-Матьё, к юго-востоку от Лиможа. Подчинялась 7-й армии и 24-му корпусу (до 21 июня), позднее состояла в 1-м корпусе[126].
- 240-я лёгкая пехотная дивизия: мобилизована 14 июня 1940 в Бар-сюр-Сене из учебных подразделений, численность личного состава — 60% от нормы. Участвовала в отступлении по центру франко-германского фронта. Окружена и разгромлена 17 июня. Последняя штаб-квартира — Лень, между Труа и Дижоном. Подчинялась 18-му корпусу[127].
- 241-я лёгкая пехотная дивизия: мобилизована 27 мая 1940 в Лувье из частей 61-й пехотной дивизии и внешних подкреплений. Участвовала в боях на Сомме и в центральной части франко-германского фронта, оттуда же отступала. Расформирована 11 июля 1940. Последняя штаб-квартира — Лё-Бюиссон-де-Кадуэн, к востоку от Бержерака. Подчинялась 25-му корпусу[128].
- Буртерская лёгкая дивизия: мобилизована 8 июня 1940 в Луппи-сюр-Луазон из Буртерской боевой группы, сформированной на основе Монмедийского укреплённого района 25 мая. Участвовала в боях на Мёзе и в отступлении по центру франко-германского фронта. Окружена и разгромлена 23 июня. Последняя штаб-квартира — леса коммуны Говиллер. Подчинялась 18-му корпусу, 2-й армии и Дюбюссонской боевой группе[129].

### Временные дивизии укреплённых районов
- Маршевая дивизия Бесс: мобилизована 13 июня 1940 в Борни (2 километра к востоку от Меца) из Булейского укреплённого района[англ.]. Участвовала в отступлении по правому флангу франко-германского фронта. Значительная часть дивизии была захвачена в плен 20 июня. Последняя штаб-квартира — Жермонвилль, к югу от Нанси. Подчинялась 6-му корпусу 3-й армии[130].
- Маршевая дивизия Шастане: мобилизована 13 июня 1940 в Мезантале из Рорбахского укреплённого района[англ.]. Участвовала в отступлении по правому флангу франко-германского фронта. Капитулировала 24 июня. Последняя штаб-квартира — Коль-де-ла-Шарнай, коммуна Валь-э-Шатийон. Подчинялась 43-му гарнизонному корпусу[131].
- Маршевая дивизия Пуасо: мобилизована 12 июня 1940 в Мазье-ле-Мец из Тионвилльского укреплённого района[англ.]. Участвовала в отступлении по правому флангу франко-германского фронта. 19 июня включена в состав маршевой дивизии Бесс. Последняя штаб-квартира — Фролуа. Подчинялась 6-му корпусу 3-й армии[132].
- Маршевая дивизия Регар: мобилизована 13 июня 1940 в Вальбурге из Агноского укреплённого района[англ.]. Не обладала 25-мм противотанковыми орудиями. Участвовала в отступлении по правому флангу франко-германского фронта. Окружена и разгромлена к 25 июня. Последняя штаб-квартира — Вальбург, к северу от Агно. Подчинялась 5-му корпусу[133].
- Маршевая дивизия Сансельм: мобилизована 13 июня 1940 в Берентале из Вогезского укреплённого района[англ.]. Участвовала в отступлении по правому флангу франко-германского фронта. Капитулировала 24 июня. Последняя штаб-квартира — Лё Донон, Вогезские горы, к западу от Страсбурга. Подчинялась 43-му гарнизонному корпусу[134].

## Дивизии режима Виши

### Во Франции с 1940 по 1942
Дивизии режима Виши, находившиеся во Франции, объединялись в «Новую армию». По условиям соглашения о разоружении у армии вишистов были ограничения в артиллерии и бронетехнике. В каждой дивизии было три пехотных полка, полк разведки (два батальона) и полк артиллерии. После высадки Союзников в Северной Африке немцы заняли территорию Вишистской Франции, а командование французских сил приказало войскам не вступать в бой и даже не покидать свои бараки. Армия Виши была расформирована немцами, хотя они поддержали воссоздание 1-го французского полка в начале 1943 года. После начала операции «Драгун» 1-й французский полк перешёл на сторону союзников, а на его основе появились несколько отдельных полков, служивших до конца войны. Ряд подразделений Вишистской армии, расформированных по приказам немцев, позднее также был восстановлен в рядах Французской армии освобождения. В Новой армии были следующие дивизии:
- 7-я военная дивизия: штаб-квартира — Бур[136].
- 9-я военная дивизия: штаб-квартира — Шатору.
- 12-я военная дивизия: штаб-квартира — Лимож.
- 13-я военная дивизия: штаб-квартира — Клермон-Ферран.
- 14-я военная дивизия: штаб-квартира — Лион.
- 15-я военная дивизия: штаб-квартира — Марсель.
- 16-я военная дивизия: штаб-квартира — Монпелье.
- 17-я военная дивизия: штаб-квартира — Тулуза.

### В Северной Африке в 1941 году
Дивизии режима Виши, находившиеся в Северной Африке, объединялись в «Переходную армию». Штаб-квартиры французских войск после 8 ноября 1942:
- CCFTAN (фр. Commandement en chef des forces terrestres en Afrique du Nord) — Верховное командование сухопутных сил Северной Африки
- DCE (фр. Détachement de Couverture français de l'Est algérien) — Французский отряд прикрытия на востоке Алжира
- DAE (фр. Détachement d'Armée de couverture à l'Est) — Французский отряд прикрытия на востоке (преобразован из DCE)
- DAF (фр. Détachement d'Armée Française) — Отряд французской армии
- 19-й корпус

Дивизии:
- C.S.T.T. или Верховное командование тунисских войск (фр. Commandement Supérieur des Troupes de Tunisie). Ряд батальонов по прибытии в Бизерту были интернированы, оставшиеся перешли на сторону Западных союзников в Тунисе и оставались в составе командования до 31 января 1943. Остатки командования были распределены по другим французским штаба в Северной Африке. Командование участвовало в боях за Гран-Дорсаль. Подчинялось сначала DCT и DAE, потом 1-й британской армии с 24 по 30 ноября 1942 и до своего роспуска DAF[137].
- Константинская территориальная дивизия (DTC): существовала до 8 ноября 1942, пока её подразделения не были преобразованы в Маршевую дивизию Константины (фр. Division de marche de Constantine, DMC)[138].
- Алжирская территориальная дивизия (DTA): существовала до ноября 1942, пока её подразделения не были преобразованы с 15 по 20 ноября в Маршевую дивизию Алжира (фр. Division de marche d'Alger, DMA)[139].
- Оранская территориальная дивизия (DTO): участвовала в боях против 1-й пехотной дивизии Армии США с 8 по 11 ноября 1942[140], затем готовила добровольцев для боёв в Тунисе с декабря 1942 года, 1 мая 1943 преобразована в Маршевую дивизию Орана (фр. Division de marche d'Oran, DMO)[141].
- Фезская дивизия: большая часть её военнослужащих позднее вошли во 2-ю марокканскую маршевую дивизию, образованную 1 мая 1943.
- Мекнесская дивизия: сражалась против 9-й пехотной дивизии Армии США во время операции «Торч» с 8 по 11 ноября 1942[20], 18 ноября преобразована в дивизию «A», 29 ноября преобразована в Марокканскую маршевую дивизию, 5 декабря преобразована во 1-ю марокканскую маршевую дивизию[142]. Большая часть её военнослужащих позднее вошли во 2-ю марокканскую пехотную дивизию, образованную 1 мая 1943.
- Марракешская дивизия: сражалась против 9-й пехотной дивизии Армии США во время операции «Торч» с 8 по 11 ноября 1942[20]. Большая часть её военнослужащих позднее вошли в 4-ю марокканскую маршевую дивизию 1 июня 1943.
- Дивизия Касабланки: сражалась против 3-й и 9-й пехотных дивизий Армии США во время операции «Торч» с 8 по 11 ноября 1942[20]. Большая часть её военнослужащих позднее вошли в 4-ю марокканскую маршевую дивизию (1 июня 1943) и 9-ю колониальную пехотную дивизию (16 июля 1943).

## Дивизии Сражающейся Франции
Эти дивизии входили в Движение Сопротивления, а именно в Свободные французские силы: они прошли Тунисскую кампанию и вступили в Освободительную армию.

### Свободные французские дивизии

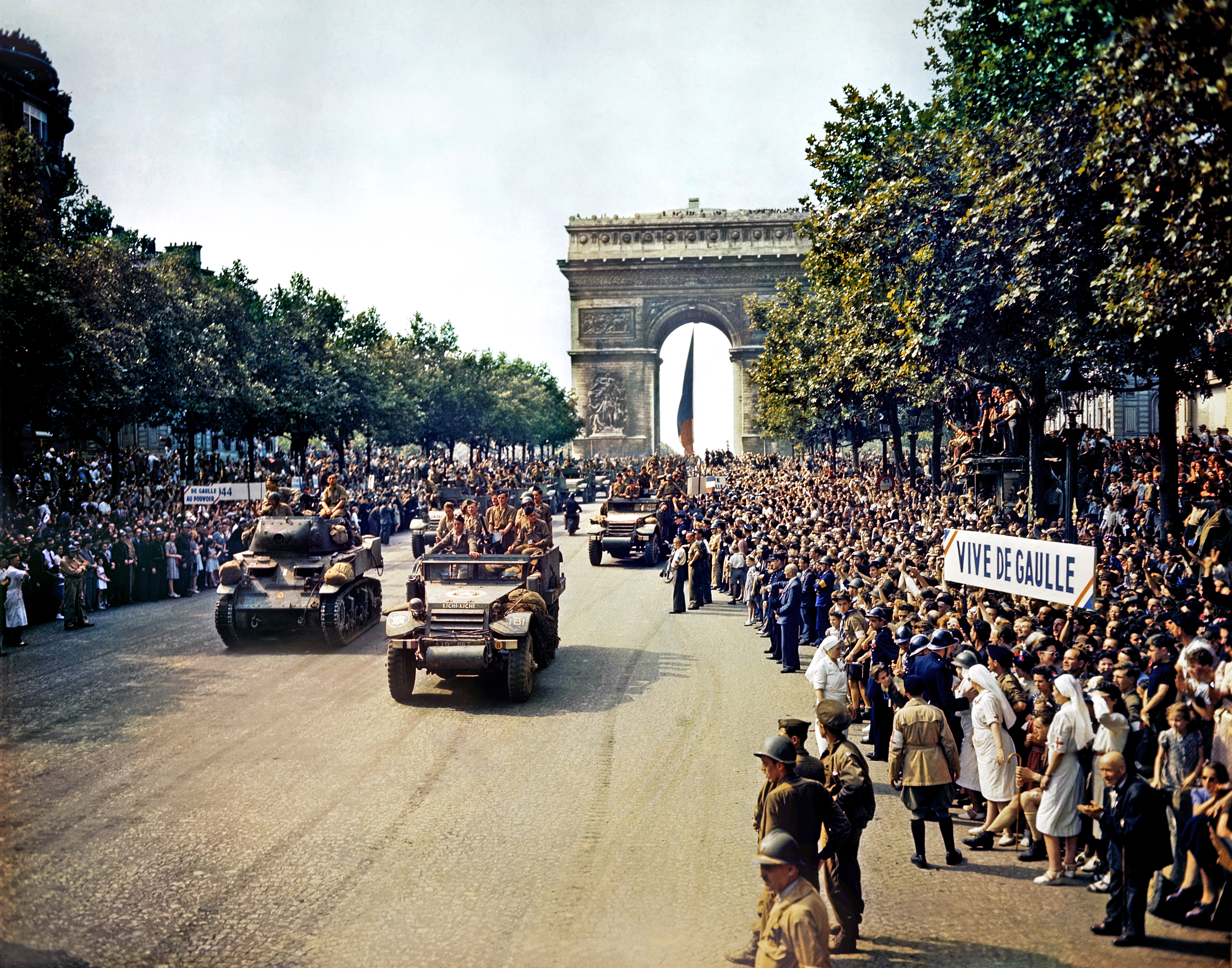
2-я танковая дивизия вступает в Париж, 1944 год

В составе свободных французских сил были две дивизии сторонников Шарля де Голля, которые прекрасно действовали в бою, но при этом не спешили сотрудничать с другими подразделениями французской армии, подозревая их в сотрудничестве с Вишистским правительством. Де Голль давал обеим дивизиям военные и политические задания, которые выполнялись в разных частях Франции и приводили в бешенство командующего 1-й армией генерала де Латтра.
- 1-я французская свободная пехотная дивизия (позднее 1-я мотострелковая дивизия и 1-я маршевая пехотная дивизия). Образована 1 февраля 1943 в ливийском местечке Камбут из числа французских добровольцев. Участвовала в боях в Восточном Тунисе, в Италии (в том числе и в битве под Монте-Кассино), освобождении Прованса, преследовании немцев на Рейне, в Вогезских горах, Эльзасе (Кольмарский котёл) и Альпах. Штаб-квартира на момент окончания войны — Коль-де-Танд, Альпы; передовые части достигли окрестностей Турина. 1 июня 1945 перебазировалась в Париж и была расформирована 15 августа[143]. Подчинялась 8-й британской и 1-й французской армии, а также отделению Альпийской армии[144][145].
- 2-я танковая дивизия[англ.] (ранее 2-я лёгкая дивизия). Образована в августе 1943 года из колонны Леклерка после победы союзников в Тунисе и отправлена в Великобританию, во Францию высадилась во время операции «Оверлорд». Участвовала в освобождении Парижа, прорвала немецкую оборону в Лотарингии в Савернском ущелье[англ.] и взяла Страсбург. Некоторое время штаб 2-й танковой дивизии располагался в Париже с той целью, чтобы Де Голль сумел добрать добровольцев и обеспечить безопасность в городе. Сражалась также в Северной Франции, Эльзасе (Кольмарская операция), Руане и Баварии. Штаб квартира на момент окончания войны — Бад-Райхенхалль. В конце мая 1945 года вернулась в Париж, расформирована 31 марта 1946. Подчинялась 1-й, 3-й и 7-й американским армиям, 1-й французской и Атлантической группировке французских вооружённых сил[146].

### Маршевые дивизии Тунисской кампании
Маршевые дивизии (временные воинские части без формальных традиций) были образованы из французских воинских частей, располагавшихся в Северной Африке в ноябре 1942 года. Они участвовали в Тунисской кампании и были расформированы в середине 1943 года. Личный состав этих дивизий составил ядро таких подразделений, как 2-я моторизованная, 3-я африканская, 4-я моторизованная, 9-я колониальная, 1-я и 5-я бронетанковые (они сражались на территории Континентальной Европы как минимум до высадки в Нормандии).
- Маршевая дивизия Константины (DMC): мобилизована 8 ноября 1942 года из личного состава коллаборационистской Территориальной дивизии Константины. Участвовала в боях за Фаид, сектор Кесра, массив Уссела. 10 апреля 1943 погиб командир дивизии Мари Жозеф Эдмон Вельвер, когда его автомобиль подорвался на мине. Последняя штаб-квартира — Кесра, Тунис. Подчинялась Французскому отряду прикрытия на востоке до 24 ноября 1942, 19-му корпусу с 25 ноября 1942 по 17 января 1943, 2-му американскому корпусу с 18 января по 27 января 1943 и 19-му корпусу. Преобразована в 3-ю африканскую пехотную дивизию 1 мая 1943 года[147].
- Маршевая дивизия Алжира (DMA): мобилизована 14 ноября 1942 года в Алжире. Участвовала в боях за Дорсаль, Фундук-эль-Окби, Карашум, л'Уэштатья и Усселатья. Последняя штаб-квартира — Гаафур, Тунис. Преобразована в 1-ю африканскую пехотную дивизию 9 июня 1943 года. Подчинялась 19-му корпусу[148].
- 1-я марокканская маршевая дивизия (1er DMM): мобилизована 5 декабря 1942 года в Мекнесе из личного состава коллаборационистской Марокканской маршевой дивизии. Личный состав: 8 тысяч человек. Участвовала в боях в Дорсале и в вытеснении немецких сил с территории Африки. Последняя штаб-квартира — Загуан, Тунис. Подчинялась с 18 ноября по 21 декабря 1942 Верховному командованию марокканских войск, с 22 декабря 1942 по 27 января 1943 — Верховному командованию тунисских войск, с 28 января по 2 февраля 1943 — 19-му корпусу, со 2 февраля и по 20 мая 1943 — Корпусу французской армии. К 20 июня 1943 года части дивизии вернулись под региональное командование Северной Африки[149].
- Оранская маршевая дивизия (DMO): мобилизована 1 мая 1943 года в Эшир-эд-Деба из личного состава коллаборационистской Территориальной дивизии Туниса. Участвовала в наступлении на аэродром Сен-Мари-дю-Зи. Последняя штаб-квартира — Сен-Мари-дю-Зи (13 км к северу от Зриба). К концу июня 1943 года вернулась в гарнизон, личный состав использован для образования 8-й африканской дивизии. Подчинялась 19-му корпусу[150].
- Юго-Восточный Алжирский фронт (FSEA): мобилизован 18 февраля 1943 в Батне из личного состава Восточно-Сахарского фронта (размер сопоставим с бригадой), сил Ореса и остатков 3-го иностранного пехотного полка[англ.] Французского Иностранного полка. Действовал в Восточном Алжире и Западном Тунисе. Последняя штаб-квартира — М'Дила, Тунис. Подчинялся до 1 марта 1943 Верховному командованию сухопутных сил Северной Африки, затем 18-й британской группе армий. Расформирован 12 апреля 1943.

### Французские североафриканские дивизии
Дивизии образованы после завершения Тунисской кампании.
- 1-я алжирская дивизия: мобилизована 9 июня 1943 под именем 1-й алжирской пехотной дивизии, 16 июля 1943 года преобразована в 7-ю алжирскую пехотную дивизию[151].
- 1-я колониальная дивизия: представлена по плану «Анфа» в январе 1943, мобилизована как 9-я колониальная дивизия 16 июля 1943[152].
- 1-я марокканская дивизия: представлена по плану «Анфа» в январе 1943, мобилизована как 6-я колониальная дивизия 16 июля 1943[152].
- 2-я алжирская дивизия: представлена по плану «Анфа» в январе 1943, мобилизована как 8-я алжирская дивизия 16 июля 1943[153].
- 2-я колониальная дивизия: представлена по плану «Анфа» в январе 1943, мобилизована как 2-я колониальная дивизия 16 июля 1943[152].
- 2-я колониальная пехотная дивизия: мобилизована 16 июля 1943 в Сенегале, перенаправлена в Марокко и преобразована в 10-ю колониальную пехотную дивизию 24 августа[153].
- 2-я марокканская дивизия: представлена по плану «Анфа» в январе 1943, мобилизована как 2-я марокканская дивизия 1 мая 1943[152].
- 2-я марокканская пехотная дивизия: мобилизована 1 мая 1943 года в Мекнесе, Марокко (ранее Мекнесская дивизия). Участвовала в боях за Неаполь, Фоджу, Рим, Арно (в том числе и в битве под Монте-Кассино), в сражениях в Провансе, преследовании немцев на Роне, боях в Вогезах и Эльзасе (Кольмарский мешок), наступлении на Карлсруэ и Ульм, а также в Баварии. Закончила войну в Австрии у Арльберга, последняя штаб-квартира — Имменштадт. Вернулась во Францию в конце октября 1945 года, базировалась в Эльзасе и Лотарингии. Подчинялась Французскому экспедиционному корпусу, а также 1-м и 2-м корпусам 1-й армии[154][155].
- 3-я алжирская дивизия: представлена по плану «Анфа» в январе 1943, мобилизована 1 мая 1943 уже как 3-я алжирская пехотная дивизия[152].
- 3-я алжирская пехотная дивизия[англ.]: мобилизована 1 мая 1943 в Константине, личный состав взят из Маршевой дивизии Константина. Участвовала в битве под Монте-Кассино, освобождении Марселя, преследовании немцев на Роне, боях в Вогезах и Эльзасе (в том числе за мост Гамбсхейм и штурм Западного вала), а также в наступлении на Карлсруэ и Ульм. Закончила войну в Германии, в марте 1946 разделена на два пехотных подразделения[156]. Последняя штаб-квартира — Штутгарт. Подчинялась Французскому экспедиционному корпусу, а также 1-м и 2-м корпусам 1-й армии[157][158].
- 3-я марокканская дивизия: бывшая дивизия Марракеша, мобилизована 1 марта 1943, преобразована в 4-ю марокканскую горную пехотную дивизию 1 июня 1943[152].
- 4-я марокканская горная пехотная дивизия: мобилизована 1 июня 1943 в Касабланке из состава 3-й марокканской дивизии. Участвовала в боях на Корсике, под Монте-Кассино, в Провансе, на Альпийском фронте, в Эльзасе (Кольмарский мешок), на Рейне и в Шварцвальде. Закончила войну в Австрии, последняя штаб-квартира — Фельдкирх (Форарльберг). Расформирована в январе 1946 года после возвращения во Францию. Подчинялась Французскому экспедиционному и 1-му корпусам[159][160].
- 6-я марокканская пехотная дивизия: бывшая дивизия Касабланки, мобилизована 16 июля 1943, расформирована 15 сентября того же года из-за недостаточной боеготовности личного состава[153].
- 7-я алжирская пехотная дивизия: бывшая Маршевая дивизия Алжира и 1-я алжирская пехотная дивизия, мобилизована 16 июля 1943, расформирована 15 августа 1944 из-за недостаточной боеготовности личного состава. Личный состав переведён в 1-ю французскую свободную дивизию[153].
- 8-я алжирская пехотная дивизия: бывшая Маршевая дивизия Орана, мобилизована 16 июля 1943, расформирована 11 января 1944 из-за недостаточной боеготовности личного состава[153].
- 9-я колониальная пехотная дивизия: мобилизована 16 июля 1943 в Мостаганеме. Участвовала в боях на Эльбе, в Провансе, преследовании немцев на Роне, в Бельфортском прорыве, в боях в Эльзасе (Кольмарский мешок), на Рейне и в Шварцвальде. Закончила войну в Германии, последняя штаб-квартира — Туттлинген. Вернулась во Францию в сентябре 1945 года, отправилась 12 октября из Марселя во Французский Индокитай. Подчинялась 1-му, 2-му и 19-му корпусам, а также армии «B»[161][162].
- 10-я колониальная пехотная дивизия: бывшая 2-я колониальная дивизия, мобилизована 24 августа 1943, расформирована 15 января 1944 из-за недостаточной боеготовности личного состава[153].
- 1-я танковая дивизия: мобилизована 1 мая 1943 в Маскаре из Лёгкой механизированной бригады (фр. Brigade légère mécanique). Участвовала в боях в Провансе, преследовании немцев на Роне, в боях в Вогезах, Эльзасе и Юго-Западной Германии. Последняя штаб-квартира — Биберах-на-Риссе. Расформирована 31 марта 1946. Подчинялась 2-му корпусу с 15 августа по 27 октября 1944, затем 1-му корпусу[163].
- 3-я танковая дивизия: мобилизована 1 сентября 1943 в Тунисе, переведена в Марокко. Расформирована 31 августа 1944, в боях не участвовала, восстановлена в мае 1945[164].
- 5-я танковая дивизия[англ.]: мобилизована как 2-я танковая дивизия 1 мая 1943 в Рабате, переименована в 5-ю 16 июля (2-я танковая дивизия подчинялась генералу Леклерку). С 19 сентября по 1 октября 1944 участвовала в десанте на Марсель. Участвовала в боях в Вогезах, Эльзасе и Юго-Западной Германии. Действовала как три отдельные боевые группы, поддерживавшие пехотные части 1-й французской армии. Последняя штаб-квартира — Блуденц, Австрия. После войны несла службу в оккупированной Германии. Подчинялась 1-му и 2-му корпусу, а также американским 6-му и 21-му корпусам[165].

### Дивизии, образованные после освобождения Франции
Дивизии образованы после освобождения Парижа и фактического краха режима Виши. Две дивизии участвовали в восстановлении французской власти в Индокитае после поражения Японии.
- 1-я альпийская пехотная дивизия: мобилизована 25 августа 1944 из состава Внутренних французских сил. Участвовала в боях на Альпийском фронте. Расформирована в ноябре 1944, личный состав переведён в 27-ю альпийскую пехотную дивизию. Подчинялась Альпийскому сектору[166].
- 1-я пехотная дивизия: восстановлена 1 февраля 1945 на западе и северо-западе Франции. С 24 апреля 1945 подчинялась 1-й армии, защищала линии коммуникации. Участвовала в наступлении на Карлсруэ и Ульм. Последняя штаб-квартира — окрестности Ридлингена. Расформирована 30 апреля 1946. Подчинялась 2-му корпусу 1-й армии[167].
- 3-я танковая дивизия: восстановлена 1 мая 1945 на юге Франции. В боях не участвовала. Расформирована 18 апреля 1946. Подчинялась Верховному командованию Франции[168].
- 3-я колониальная пехотная дивизия: бывшая 1-я дальневосточная колониальная дивизия. Мобилизована в августе 1945[169]. В послевоенные годы сражалась в Индокитае в составе Французского дальневосточного экспедиционного корпуса[170].
- 10-я пехотная дивизия: восстановлена 1 октября 1944 в окрестностях Парижа. Подчинялась с 6 января по 9 февраля 1945 года 1-й армии, действовала у Веко, затем переведена на Атлантическое побережье. Участвовала в окружении немцев в Кольмарском мешке и в осаде несдавшихся немецких крепостей на Атлантическом валу. Закончила войну на западе Франции, расформирована 30 апреля 1946. Подчинялась 1-й армии и армии Атлантики[171][172].
- 14-я пехотная дивизия: восстановлена 16 февраля 1945 в Эльзасе, начала 20 марта 1945 боевые действия у Буля. Участвовала в боях на Рейне и в Шварцвальде, закончила войну в Германии. Последняя штаб-квартира — Донаушинген. Расформирована 30 апреля 1946. Подчинялась 1-му и 2-му корпусам 1-й армии[173].
- 19-я пехотная дивизия: восстановлена 6 сентября 1944 из состава Внутренних французских сил. Участвовала в осаде занятых немцами Лорьена и Киберона. Закончила войну в западной Франции, расформирована 31 января 1946. Подчинялась армии Атлантики[174][175][176].
- 23-я пехотная дивизия: восстановлена 22 января 1945 из состава Внутренних французских сил. Участвовала в окружении немцев в Руайанском мешке, осаде Ла-Рошели и штурме Иль-д'Олерон. Закончила войну в Ла-Рошели, расформирована 30 ноября 1945. Подчинялась армии Атлантики[177][176].
- 25-я пехотная дивизия: восстановлена 1 апреля 1945 из состава Внутренних французских сил. Участвовала в окружении немцев под Сен-Назером, там же закончила войну. Подчинялась армии Атлантики. Преобразована 1 февраля 1946 в 25-ю воздушно-десантную дивизию, затем разделена на три отряда и расформирована окончательно 8 июня 1948[176][168].
- 27-я альпийская пехотная дивизия: восстановлена 16 ноября 1944 на основе 1-й альпийской пехотной дивизии. Участвовала в боях на Альпийском фронте. Последняя штаб-квартира — Мон-Сени. Расформирована 15 апреля 1946. Подчинялась Альпийскому сектору и Альпийской армии[176].
- 36-я пехотная дивизия: восстановлена 15 февраля 1945 из пленных в Бордо и Тулузе. В боях не участвовала. Последняя штаб-квартира — во Французских Альпах у побережья. Подчинялась Верховному командованию Франции. Расформирована 31 января 1946[176].
- 1-я дальневосточная колониальная дивизия: мобилизована 16 ноября 1944 на юге Франции, действовала совместно с дивизией морской пехоты США. Участвовала в отдельных стычках в Альпах в конце войны. Войну закончила на юге Франции. Подчинялась Верховному командованию Франции. Расформирована 14 августа 1945, личный состав переведён в 3-ю колониальную пехотную дивизию[176].
- 2-я дальневосточная колониальная дивизия: мобилизована 1 декабря 1944 на юге Франции. В боях не участвовала. Войну закончила на юге Франции. Подчинялась Верховному командованию Франции. Расформирована 15 июня 1945, личный состав переведён в 3-ю колониальную пехотную дивизию[176].